# Goblin (album de Tyler, The Creator)
Pour les articles homonymes, voir Goblin.
Albums de Tyler, The Creator
Bastard
(2009) Wolf
(2013)
Singles
1. Yonkers
Sortie : 14 février 2011
2. Sandwitches
Sortie : 14 février 2011
3. She
Sortie : 10 mai 2011

Goblin est le premier album studio de Tyler, The Creator, sorti le 10 mai 2011.
L'album s'est classé 1er au Top R&B/Hip-Hop Albums et au Top Independent Albums, 2e au Top Rap Albums, 4e au Top Digital Albums et 5e au Billboard 200.
C'est la suite direct de Bastard on apprend à la fin que le DR.TC est en fait un autre Alter-ego de Tyler.

## Liste des titres
| No  | Titre                                                              | Contient un (des) sample(s) de                                                                                           | Durée |
| --- | ------------------------------------------------------------------ | --- | ----- |
| 1.  | Goblin                                                             | | 6:49  |
| 2.  | Yonkers                                                            | Cult Shit de Tyler, The Creator                                                                                          | 4:09  |
| 3.  | Radicals                                                           | Pigions d'Earl Sweatshirt featuring Tyler, The Creator                                                                   | 7:18  |
| 4.  | She (featuring Frank Ocean)                                        | | 4:13  |
| 5.  | Transylvania                                                       | | 3:12  |
| 6.  | Nightmare                                                          | | 5:22  |
| 7.  | Tron-Cat                                                           | | 4:14  |
| 8.  | Her                                                                | | 3:31  |
| 9.  | Sandwitches (featuring Hodgy Beats)                                | | 4:51  |
| 10. | Fish/boppin bitch                                                  | Bed Intruder Song d'Antoine Dodson and The Gregory Brothers featuring Kelly Dodson Get Up Offa That Thing de James Brown | 6:20  |
| 11. | Analog (featuring Hodgy Beats)                                     | | 2:54  |
| 12. | Bitch Suck Dick (featuring Jasper Dolphin & Taco)                  | | 3:36  |
| 13. | Window (featuring Domo Genesis, Frank Ocean, Hodgy Beats & Mike G) | Juicy de The Notorious B.I.G. Pimp Slap de Tyler, The Creator et Hodgy Beats                                             | 8:00  |
| 14. | AU79                                                               | | 3:40  |
| 15. | Golden                                                             | | 5:43  |